# Yamato 1
 (janvier 2025).

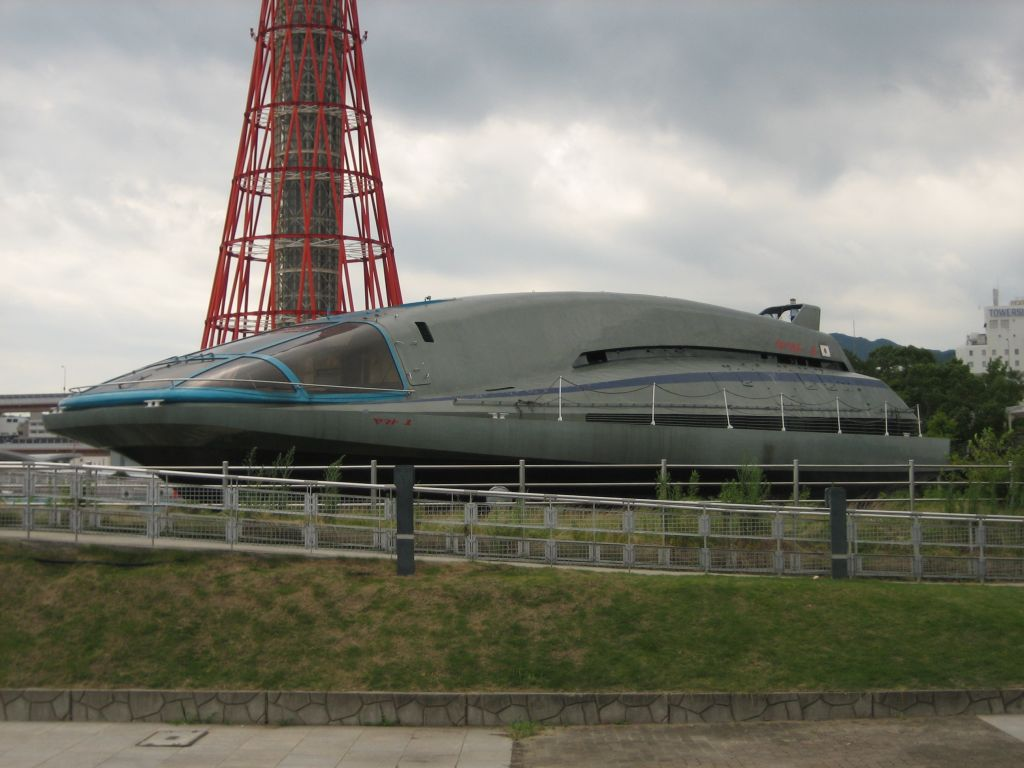
Le Yamato 1 exposé à Kōbe au Japon

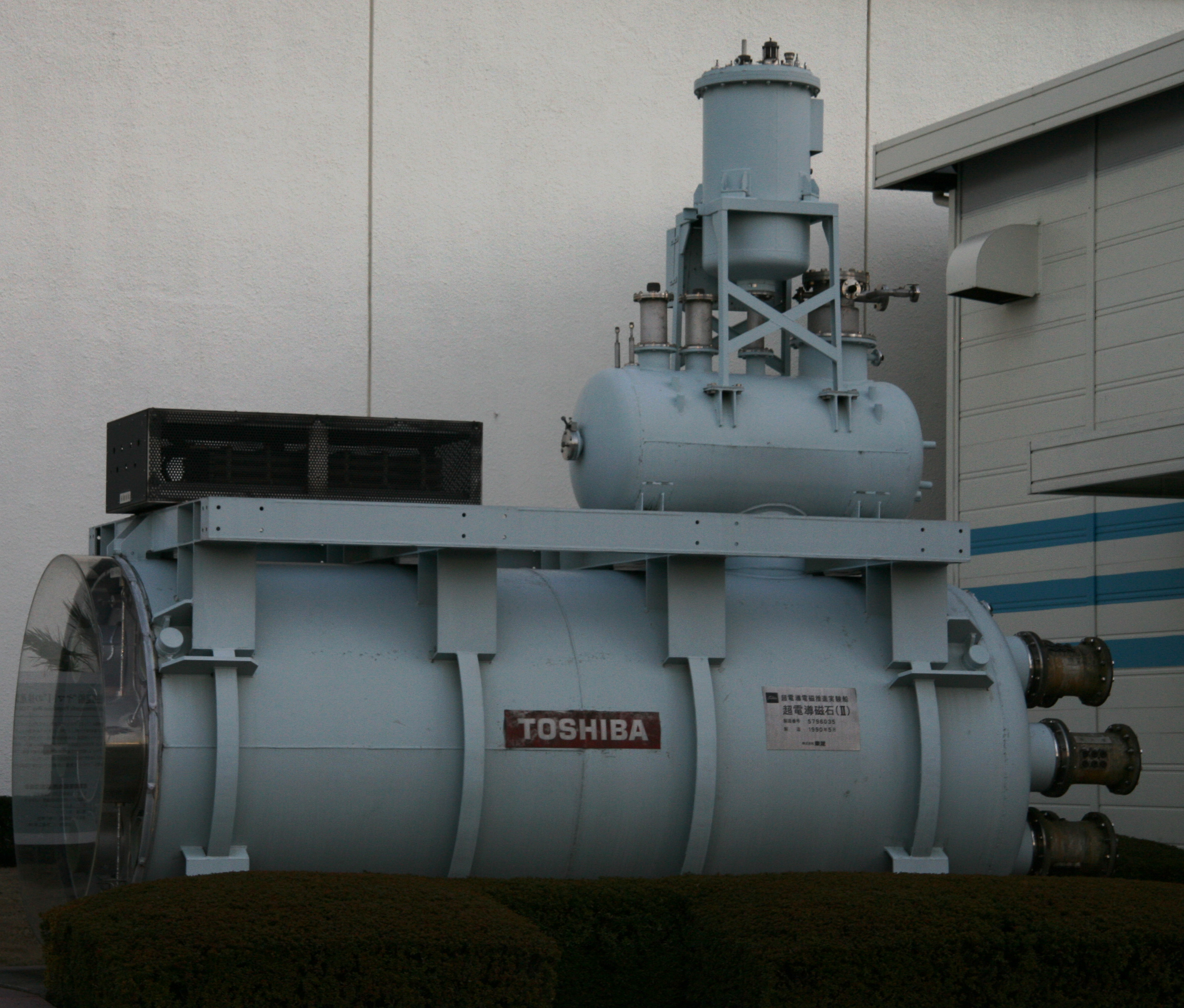
Un des deux groupes MHD propulseurs, au Ship Science Museum de Tokyo

Le Yamato 1 est un démonstrateur technologique civil japonais de navire à propulsion électromagnétique (utilisant les principes de la magnétohydrodynamique) conçu à partir de 1985 et fonctionnel en 1992. Il se déplace silencieusement jusqu'à une vitesse de 8 nœuds (15 km/h) par réaction et sans hélice, grâce à un accélérateur MHD aspirant à l'avant l'eau de mer, naturellement conductrice de l'électricité, et la rejetant à l'arrière.

## Description
Conçu par la firme japonaise Ship & Ocean Foundation (auparavant connue sous le nom de Japan Shipbuilding Industry Foundation et devenue depuis la Ocean Policy Research Foundation), les éléments-clés ont été réalisés en partenariat avec plusieurs sociétés :
- Mitsubishi Heavy Industries a conçu le propulseur MHD n°1.
- Toshiba a conçu le propulseur MHD n°2.
- Kobe Steel, Ltd. a conçu le système de refroidissement cryogénique des électroaimants supraconducteurs.

Le Yamato 1 mesure 30 mètres de long pour 14 mètres de large, pèse 280 tonnes à pleine charge et peut embarquer 10 personnes. Il possède une coque plate en dessous, munie de deux propulseurs longitudinaux parallèles de chaque côté. Chacun de ces deux propulseurs intègre un groupe d'accélérateurs MHD disposés en forme de « barillet de revolver » (6 tuyères MHD de Faraday par propulseur) équipés d'électroaimants supraconducteurs refroidis par hélium liquide, chaque groupe produisant un champ magnétique de 4 teslas, et débitant un courant électrique transversal jusqu'à 2 000 ampères, l'ensemble produisant une poussée totale combinée de 16 000 newtons. Il a navigué pour la première fois dans la baie de Kōbe le 19 juin 1992, où il a atteint à cette occasion une vitesse de croisière de 6 nœuds (11 km/h) au lieu de 8, en raison d'un léger défaut (quench) de l'aimant tribord.
Malgré la conception de plusieurs prototypes de navires à propulsion MHD par Mitsubishi dans les années 1990 (conception théorique et maquettes), aucun Yamato 2 plus puissant n'a été réalisé.